# Katsuyama
Katsuyama (勝山市, Katsuyama-shi) est une ville située dans la préfecture de Fukui, au Japon.

## Géographie

### Situation
Katsuyama est située au nord-est de la préfecture de Fukui.

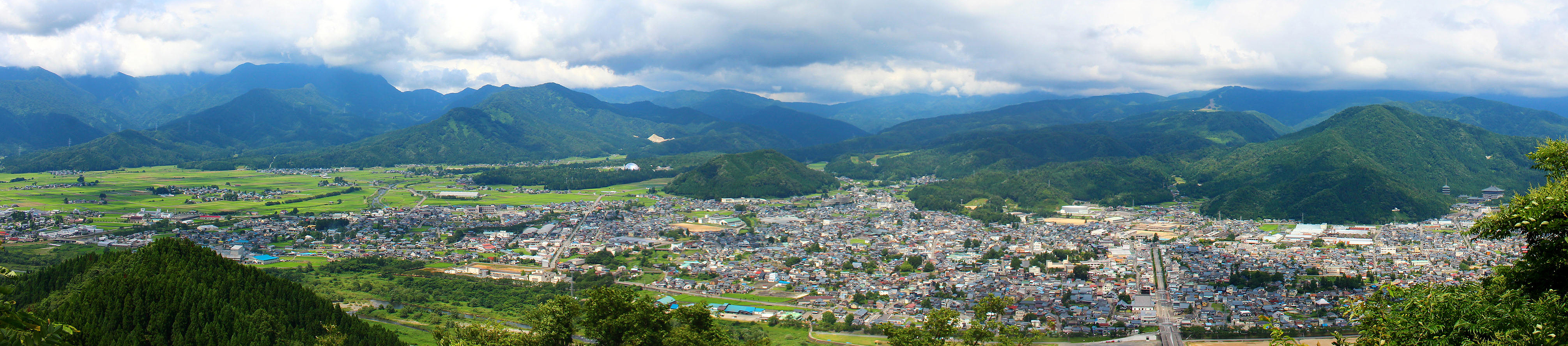
Vue panoramique de la ville.

### Démographie
Le 1er mars 2010, la ville de Katsuyama avait une population de 25 615 habitants, répartis sur une superficie de 253,88 km2 (densité de population de 101 hab./km2). En décembre 2020, la population était de 22 581 habitants.

### Hydrographie
Katsuyama est traversée par le fleuve Kuzuryū.

## Histoire
Le bourg moderne de Katsuyama a été fondé le 1er avril 1889. Il obtient le statut de ville le 1er septembre 1954.

## Culture locale et patrimoine

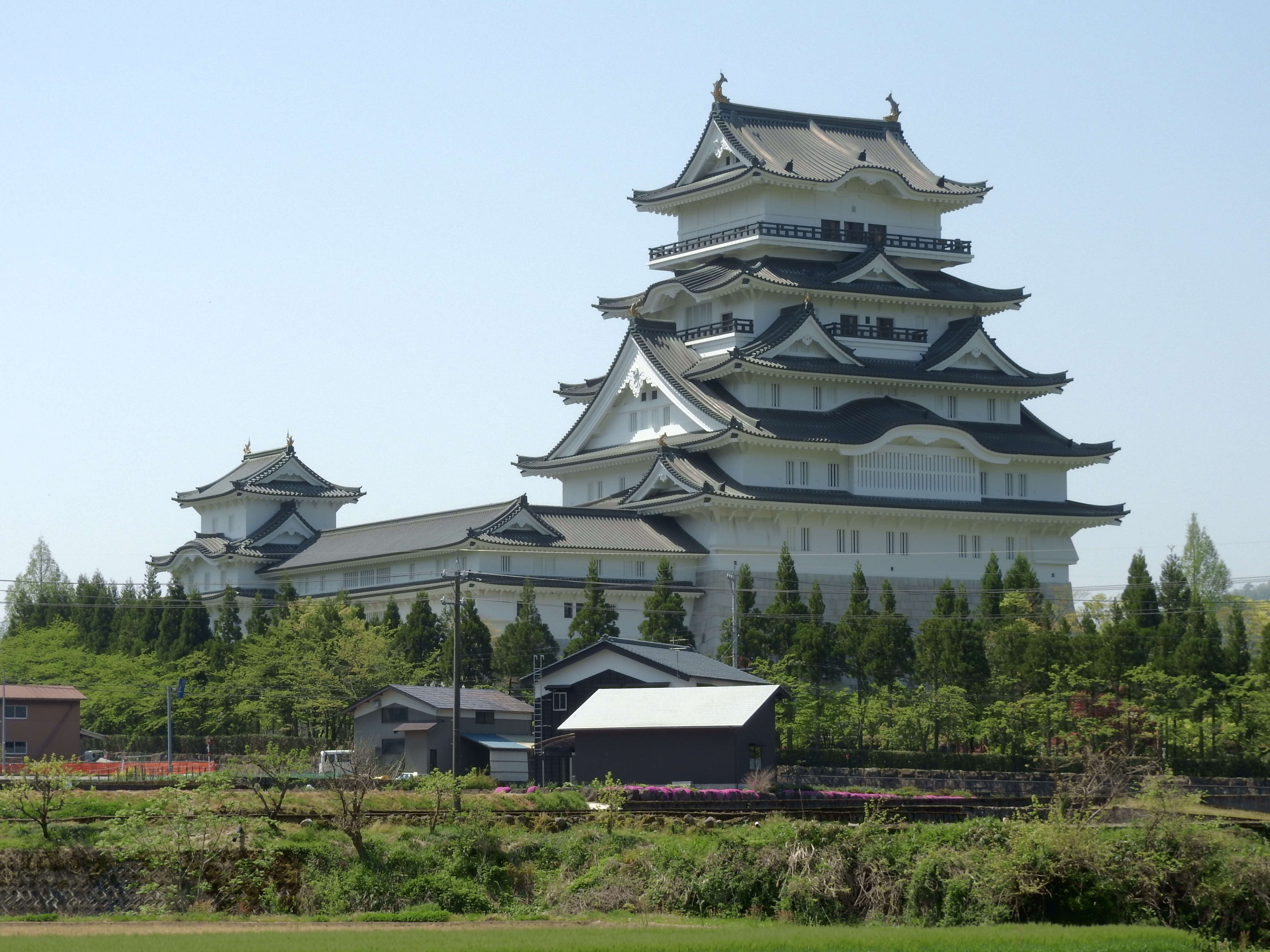
Musée du château de Katsuyama.

On trouve à Katsuyama le Musée préfectoral des dinosaures de Fukui depuis 2000, ainsi que le musée du château de Katsuyama reproduisant le château disparu.

## Transports
Katsuyama est desservie par la ligne Katsuyama Eiheiji de compagnie Echizen Railway.

## Jumelage
Katsuyama est jumelée avec Aspen aux États-Unis.